# Hassan Al Mosawi
Hassan Ali Al Mosawi (21 settembre 1984) è un calciatore bahreinita, difensore del Manama.

## Carriera

### Club
Ha sempre giocato nel campionato bahreinita.

### Nazionale
Ha partecipato, con la Nazionale, alla Coppa d'Asia 2004.